# Lijst van betaaldvoetbalclubs in Nederland
De volgende voetbalclubs hebben in het heden of het verleden deelgenomen aan het betaald voetbal in Nederland. Enkel de laatste gebruikte clubnaam staat in het overzicht, bijvoorbeeld enkel ADO Den Haag en niet FC Den Haag. Het laatst bespeelde stadion wordt vermeld in het overzicht. Nog actieve betaaldvoetbalclubs zijn vet weergegeven.
| Team                | Stad             | Provincie     | Stadion                   | Capaciteit | Intrede        | Uittrede    |
| ------------------- | ---------------- | ------------- | ------------------------- | ---------- | -------------- | ----------- |
| Achilles '29        | Groesbeek        | Gelderland    | Sportpark De Heikant      | 800        | 2013           | 2017        |
| ADO Den Haag        | Den Haag         | Zuid-Holland  | WerkTalent Stadion        | 15.000     | 1954           |             |
| AGOVV Apeldoorn     | Apeldoorn        | Gelderland    | Stadion Berg & Bos        | 3.250      | 1954 2003      | 1971 2013   |
| AFC Ajax            | Amsterdam        | Noord-Holland | Johan Cruijff ArenA       | 55.885     | 1954           |             |
| Alkmaar '54         | Alkmaar          | Noord-Holland | Alkmaarderhout            | 8.914      | 1954           | 1967        |
| Almere City FC      | Almere           | Flevoland     | Yanmar Stadion            | 4.501      | 2005           |             |
| SC Amersfoort       | Amersfoort       | Utrecht       | Birkhoven                 | 10.000     | 1973           | 1982        |
| BVC Amsterdam       | Amsterdam        | Noord-Holland | Olympisch Stadion         | 22.500     | 1954           | 1958        |
| FC Amsterdam        | Amsterdam        | Noord-Holland | Olympisch Stadion         | 22.500     | 1972           | 1982        |
| AZ                  | Alkmaar          | Noord-Holland | AFAS Stadion              | 19.500     | 1967           |             |
| Baronie             | Breda            | Noord-Brabant | Sportpark De Blauwe Kei   | 12.000     | 1955           | 1971        |
| Be Quick            | Groningen        | Groningen     | Stadion Esserberg         | 12.000     | 1954           | 1964        |
| Blauw-Wit           | Amsterdam        | Noord-Holland | Olympisch Stadion         | 22.500     | 1954           | 1972        |
| Brabantia           | Eindhoven        | Noord-Brabant | Sportpark Strijp          | 10.400     | 1954           | 1955        |
| BVV                 | 's-Hertogenbosch | Noord-Brabant | Sportpark De Vliert       |            | 1954           | 1967        |
| SC Cambuur          | Leeuwarden       | Friesland     | Kooi Stadion              | 15.000     | 1964           |             |
| FC Den Bosch        | 's-Hertogenbosch | Noord-Brabant | Stadion De Vliert         | 6.936      | 1967           |             |
| D.F.C.              | Dordrecht        | Zuid-Holland  |                           |            | 1954           | 1972        |
| DHC Delft           | Delft            | Zuid-Holland  | Sportpark Brasserskade    | 18.000     | 1955           | 1967        |
| FC Dordrecht        | Dordrecht        | Zuid-Holland  | M-Scores Stadion          | 4.100      | 1972           |             |
| DWS                 | Amsterdam        | Noord-Holland | Olympisch Stadion         | 22.500     | 1954           | 1972        |
| DOS                 | Utrecht          | Utrecht       | Stadion Galgenwaard       |            | 1954           | 1970        |
| DOSKO               | Bergen op Zoom   | Noord-Brabant | Sportpark Rozenoord       | 18.000     | 1955           | 1959        |
| SC Drenthe          | Klazienaveen     | Drenthe       |                           |            | 1966           | 1971        |
| EBOH                | Dordrecht        | Zuid-Holland  | Zuidendijk                | 8.000      | 1954           | 1962        |
| HFC EDO             | Haarlem          | Noord-Holland |                           |            | 1954           | 1971        |
| FC Eindhoven        | Eindhoven        | Noord-Brabant | Jan Louwers Stadion       | 4.200      | 1954           |             |
| Elinkwijk           | Utrecht          | Utrecht       | Sportpark Zuilen          | 6.000      | 1954           | 1970        |
| Emma                | Dordrecht        | Zuid-Holland  | Sportpark Reeweg          | 12.000     | 1954           | 1958        |
| FC Emmen            | Emmen            | Drenthe       | De Oude Meerdijk          | 8.309      | 1985           |             |
| Sportclub Enschede  | Enschede         | Overijssel    | Stadion Het Diekman       | 25.000     | 1954           | 1965        |
| Enschedese Boys     | Enschede         | Overijssel    |                           |            | 1954           | 1965        |
| Excelsior Rotterdam | Rotterdam        | Zuid-Holland  | Stadion Woudestein        | 4.400      | 1954           |             |
| Feyenoord           | Rotterdam        | Zuid-Holland  | Stadion Feijenoord        | 47.500     | 1954           |             |
| Fortuna '54         | Sittard-Geleen   | Limburg       | Mauritsstadion            | 27.000     | 1954           | 1968        |
| Fortuna Sittard     | Sittard          | Limburg       | Fortuna Sittard Stadion   | 12.000     | 1968           |             |
| Fortuna Vlaardingen | Vlaardingen      | Zuid-Holland  | Floreslaan                | 12.000     | 1955           | 1974        |
| Flamingo's          | Scheveningen     | Zuid-Holland  | Duinhorst                 |            | 1954           | 1955        |
| Go Ahead            | Deventer         | Overijssel    | De Adelaarshorst          | 10.000     | 1954           | 1971        |
| Go Ahead Eagles     | Deventer         | Overijssel    | De Adelaarshorst          | 10.000     | 1971           |             |
| 't Gooi             | Hilversum        | Noord-Holland |                           |            | 1955           | 1965        |
| SC Gooiland         | Hilversum        | Noord-Holland |                           |            | 1965           | 1971        |
| De Graafschap       | Doetinchem       | Gelderland    | De Vijverberg             | 12.600     | 1954           |             |
| FC Groningen        | Groningen        | Groningen     | Euroborg                  | 22.550     | 1971           |             |
| GVAV                | Groningen        | Groningen     | Oosterpark                | 12.500     | 1954           | 1971        |
| HFC Haarlem         | Haarlem          | Noord-Holland | Haarlemstadion            | 3.442      | 1954           | 2010        |
| sc Heerenveen       | Heerenveen       | Friesland     | Abe Lenstra Stadion       | 26.100     | 1954           |             |
| Helmond             | Helmond          | Noord-Brabant | Sportpark Houtsdonk       |            | 1955           | 1962        |
| Helmond Sport       | Helmond          | Noord-Brabant | GS Staalwerken Stadion    | 3.600      | 1967           |             |
| Helmondia '55       | Helmond          | Noord-Brabant |                           |            | 1955           | 1967        |
| Heracles Almelo     | Almelo           | Overijssel    | Asito Stadion             | 12.242     | 1954           |             |
| Hermes DVS          | Schiedam         | Zuid-Holland  | Sportpark Harga           |            | 1954           | 1971        |
| FC Hilversum        | Hilversum        | Noord-Holland |                           |            | 1955           | 1968        |
| Holland Sport       | Scheveningen     | Zuid-Holland  | Houtrust                  | 2.500      | 1964           | 1971        |
| HVC                 | Amersfoort       | Utrecht       | Birkhoven                 | 10.000     | 1954           | 1973        |
| KFC                 | Koog aan de Zaan | Noord-Holland | Breestraat                | 10.400     | 1955           | 1964        |
| VV Leeuwarden       | Leeuwarden       | Friesland     |                           |            | 1954           | 1964        |
| SV Limburgia        | Brunssum         | Limburg       | Venweg                    | 12.000     | 1954           | 1971        |
| LONGA               | Tilburg          | Noord-Brabant | Sportpark Spoordijk       | 15.000     | 1954           | 1965        |
| MVV Maastricht      | Maastricht       | Limburg       | Stadion De Geusselt       | 10.000     | 1954           |             |
| NAC Breda           | Breda            | Noord-Brabant | Rat Verlegh Stadion       | 20.500     | 1954           |             |
| N.E.C.              | Nijmegen         | Gelderland    | Goffertstadion            | 12.650     | 1954           |             |
| NOAD                | Tilburg          | Noord-Brabant |                           |            | 1954           | 1971        |
| VV Oldenzaal        | Oldenzaal        | Overijssel    |                           |            | 1955           | 1963        |
| ONA                 | Gouda            | Zuid-Holland  | Walvisstraat              |            | 1955           | 1960        |
| Oosterparkers       | Groningen        | Groningen     | Oosterpark                | 12.500     | 1955           | 1959        |
| PEC Zwolle          | Zwolle           | Overijssel    | MAC³PARK stadion          | 14.000     | 1955           |             |
| PSV                 | Eindhoven        | Noord-Brabant | Philips Stadion           | 35.000     | 1954           |             |
| Rapid '54           | Kerkrade         | Limburg       | Kaalheide                 | 14.000     | 1954           | 1954        |
| Rapid JC            | Kerkrade         | Limburg       | Kaalheide                 | 14.000     | 1954           | 1962        |
| RBC Roosendaal      | Roosendaal       | Noord-Brabant | RBC Stadion               | 5.000      | 1954 1983      | 1971 2011   |
| RCH                 | Heemstede        | Noord-Holland | Groenendaal               |            | 1955           | 1971        |
| Rheden              | Rheden           | Gelderland    | Thomassen-terrein         | 8.500      | 1955           | 1960        |
| Rigtersbleek        | Enschede         | Overijssel    | Rigtersbleek              | 12.000     | 1954           | 1961        |
| RKC Waalwijk        | Waalwijk         | Noord-Brabant | Mandemakers Stadion       | 7.186      | 1984           |             |
| Roda JC Kerkrade    | Kerkrade         | Limburg       | Parkstad Limburg Stadion  | 19.979     | 1962           |             |
| Roda Sport          | Kerkrade         | Limburg       | Kaalheide                 | 14.000     | 1954           | 1962        |
| BVC Rotterdam       | Rotterdam        | Zuid-Holland  |                           |            | 1954           | 1955        |
| SHS                 | Scheveningen     | Zuid-Holland  | Houtrust                  | 2.500      | 1955           | 1964        |
| Sittardia           | Sittard          | Limburg       | De Baandert               | 20.000     | 1954           | 1968        |
| Sparta Rotterdam    | Rotterdam        | Zuid-Holland  | Spartastadion Het Kasteel | 11.000     | 1954           |             |
| Stormvogels         | IJmuiden         | Noord-Holland |                           |            | 1954           | 1963        |
| SVV                 | Schiedam         | Zuid-Holland  | Sportpark Harga           |            | 1954           | 1991        |
| Telstar             | Velsen-IJmuiden  | Noord-Holland | BUKO Stadion              | 5.200      | 1963           |             |
| TOP Oss             | Oss              | Noord-Brabant | Frans Heesen Stadion      | 4.561      | 1955 1991 2011 | 1957 2010 0 |
| Tubantia            | Hengelo          | Overijssel    | Stadion Veldwijk          |            | 1955           | 1967        |
| FC Twente           | Enschede         | Overijssel    | De Grolsch Veste          | 30.000     | 1965           |             |
| Twentse Profs       | Hengelo          | Overijssel    | Stadion Veldwijk          | 30.000     | 1954           | 1955        |
| FC Utrecht          | Utrecht          | Utrecht       | Stadion Galgenwaard       | 23.750     | 1970           |             |
| UVS                 | Leiden           | Zuid-Holland  | Kikkerpolder              | 8.000      | 1955           | 1962        |
| De Valk             | Valkenswaard     | Noord-Brabant | Het Valkennest            |            | 1955           | 1961        |
| SC Veendam          | Veendam          | Groningen     | De Langeleegte            | 6.500      | 1954           | 2013        |
| Velocitas           | Groningen        | Groningen     |                           |            | 1955           | 1960        |
| Velox               | Utrecht          | Utrecht       | Galgenwaard               |            | 1958           | 1970        |
| SC Venlo            | Venlo            | Limburg       | De Kraal                  | 18.000     | 1954           | 1954        |
| Vitesse             | Arnhem           | Gelderland    | GelreDome                 | 18.000     | 1954           | 2025        |
| FC Vlaardingen '74  | Vlaardingen      | Zuid-Holland  | Floreslaan                | 12.000     | 1974           | 1981        |
| VC Vlissingen       | Vlissingen       | Zeeland       | Irislaan                  | 8.000      | 1990           | 1991        |
| FC Volendam         | Volendam         | Noord-Holland | Kras Stadion              | 6.800      | 1955           |             |
| De Volewijckers     | Amsterdam        | Noord-Holland | Buiksloterbanne           | 12.500     | 1954           | 1974        |
| VSV                 | Velserbroek      | Noord-Holland |                           |            | 1954           | 1963        |
| VVV-Venlo           | Venlo            | Limburg       | De Koel                   | 8.000      | 1954           |             |
| FC Wageningen       | Wageningen       | Gelderland    | De Wageningse Berg        | 6.200      | 1954           | 1992        |
| Wilhelmina          | 's-Hertogenbosch | Noord-Brabant |                           |            | 1955           | 1967        |
| Willem II           | Tilburg          | Noord-Brabant | Koning Willem II Stadion  | 14.700     | 1954           |             |
| Xerxes              | Rotterdam        | Zuid-Holland  | Het Kasteel               | 11.000     | 1954 1962      | 1960 1967   |
| Xerxes/DHC'66       | Rotterdam        | Zuid-Holland  | Het Kasteel               | 11.000     | 1967           | 1968        |
| FC Zaanstreek       | Koog aan de Zaan | Noord-Holland | Breestraat                | 10.400     | 1964           | 1967        |
| VCV Zeeland         | Vlissingen       | Zeeland       | Irislaan                  | 8.000      | 1991           | 1992        |
| SV Zeist            | Zeist            | Utrecht       | De Koeburg                |            | 1955           | 1961        |
| ZFC                 | Zaandam          | Noord-Holland | Sportpark Hoornseveld     |            | 1955           | 1971        |
| Zwartemeer          | Klazienaveen     | Drenthe       | De Planeet                |            | 1955           | 1966        |
| Zwolsche Boys       | Zwolle           | Overijssel    |                           |            | 1954           | 1969        |

Argentinië · 
België · 
Brazilië · 
Duitsland · 
Engeland · 
Frankrijk · 
India · 
Italië ·
Kroatië ·  
Nederland · 
Oostenrijk · 
Portugal · 
Schotland · 
Spanje · 
Turkije